# Carl Fredrik Winkrans
Carl Fredrik Winkrans (i riksdagen kallad Winkrans i Göteborg), född 6 juli 1826 i Göteborg, död 25 augusti 1905 på Marstrand, var en svensk lärare och riksdagsman.
Winkrans blev student vid Uppsala universitet 1847 och filosofie magister 1854. Han blev pedagog i Kungsbacka 1858, var sedan lärare vid Rudebeckska skolan i Göteborg och organiserade 1862 Majornas kommunala läroverk, som under hans insiktsfulla och kraftiga ledning redan 1866 hunnit utvecklas från 2- till 5-klassigt. Som rektor för detta läroverk (senare Göteborgs västra realskola) kvarstod han till 1895. 
Winkrans, som var en mångsidig, intresserad och verksam kommunalpolitiker och ägde en ganska betydande talarförmåga, om än något retoriskt anlagd, var 1867–1869 riksdagsman för Sävedals härads valkrets i Göteborgs och Bohus län i andra kammaren och för Göteborgs stads valkrets 1870–1872 och 1883–1893. Han var en mycket utpräglad frihandlare och tillika energisk fiende mot införande av statslotterier. Winkrans var led. av tillfälligt utskott majriksdagen 1887. Han var ledamot av Kongliga Vettenskaps och Vitterhets Samhallet i Götheborg från 1888.